# Elaphria commacosta
Elaphria commacosta är en fjärilsart som beskrevs av Dyar 1914. Elaphria commacosta ingår i släktet Elaphria och familjen nattflyn. Inga underarter finns listade i Catalogue of Life.